# Милорад Пантовић
Милорад Пантовић (Зајечар, 23. септембар 1910. — Београд, 17. новембар 1986) био је српски архитекта, професор на Архитектонском факултету у Београду и редовни члан САНУ. Био је један од пројектаната према чијем пројекту је изграђен Комплекс Београдског сајма у раздобљу од 1954. до 1957. године, у чему је имао кључан допринос. Због свог професионалног рада у области архитектуре био је добитник многих признања попут Октобарске награде града Београда 1957. године и Велике награде Савеза архитеката Југославије 1982. године.

## Биографија
Милорад Пантовић је рођен у Зајечару 23. септембра 1910. године. Дипломирао је на архитектонском одсеку Техничког факултета у Београду 1934. године, а потом је наставио студије у Берлину. После Берлина, 1936. године своје студије наставља у Паризу код Ле Корбизјеа код кога је радио на многим пројектима, а чија ће приступ модерној архитектури оставити утицај на део његовог рада. Следеће године је боравио у Лондону где је похађао сликарску академију, а следеће 1938. године се даље усавршавао у Њујорку.
Након завршетка студија и усавршавања, 1939. године се вратио у Београд где је наставио свој професионални рад.
Године 1970. постаје редовни професор Архитектонског факултета у Београду, а 12. децембра 1985. године и редовни члан Српске академије наука и уметности.

## Рад
У периоду његовог рада је јасан био утицај Ле Корбизјеовог приступа модерној архитектури, што се може приметити у Пантовићевом победничком пројекту урбаног плана за град Нови Сад из 1937. године, као и у студији града Београда. Још у овом периоду пре Другог светског рата, Пантовић се истакао у области архитектуре својим савременим концепцијама које су се знатно разликовале од дотадашње градитељске праксе у Србији, што је делом било резултат његовог школовања по различитим земљама. Својим архитектонским идејама Пантовић је увео модерни приступ у београдску градитељску средину кроз принципе функционализма.
Пантовић је на конкурсу за изградњу старог београдског сајмишта, као и неколико других урбанистичких јавних конкурса за Смедерево, Врање, Врњачку и Нишку Бању. У сарадњи са Божидаром Обрадовићем, победио је на конкурсу за пројекат Државне опере у Београду 1940. године.
Након Другог светског рата, наставља да учествује на конкурсима. Пројектовао је Серовакционални институт у Торлаку 1947. године, а 1953. учествује на урбанистичком конкурсу за Трг партизана у Ужицу где дели прву награду са Станком Мандићем. Осим тога, пројектовао је и унутрашњост Радничког универзитета 1958. године. У периоду између 1964-1965. године и подземни пешачки пролаз до некадашњег Булевара Лењина (данас Булевар Михајла Пупина) на Новом Београду. Убрзо након тога, 1967-1968. године пројектује и ентеријер хотела Југославија на Новом Београду.

### Београдски сајам
Врхунац свог рада Милорад Пантовић достиже учешћем у развоју Комплекса Београдског сајма којим је Београдски сајам добио свој садашњи изглед и пребачен са леве обале Саве где је данас Старо сајмиште на десну обалу где је изграђен нов комплекс. Овај пројекат представља један од најзначајнијих остварења српске архитектуре након Другог светског рата. Уз Олгу Дивац, Владету Максимовића, Бранка Жежеља и Милана Крстића, Милорад Пантовић је био део пројектантског тима према чијем пројекту је изграђен Београдски сајам у раздобљу од 1954. до 1957. године. Треба истаћи да је Пантовић још 1936. године, као тек свршени архитекта на специјализацији у Берлину, учествовао управо на Конкурсу за генерално уређење Старог сајмишта, где је већ тада његов рад био запажен по својој савременој концепцији која се разликовала од тадашње грађевинске праксе у Србији.
Почетку изградње је претходио конкурс на којем је прва награда додељена пројекту Милорада Пантовића и Владете Максимовића. Након тога, донета је иницијатива за изградњу новог сајма, али се на иницијативу инвеститора одустало од првобитног пројекта, због жеље да нови сајам буде остварен кроз монументалнију архитектуру. Због тога, Милорад Пантовић обилази најмодерније европске сајмове и са новим тимом сарадника који чине инжењери Бранко Жежељ и Милан Крстић, израђује пројекат који је у потпуности одговарао пропозицијама конкурса. Тим пројектом је Пантовић првобитну идеју изградње једноставних кубичних грађевина повезаних пасарелама заменио са потпуно новим просторним и архитектонским концептом сајамских објеката и целине. Тиме је следио принципе италијанске културе грађења спортских и изложбених хала из средине двадесетог века. Оваквим приступом Пантовић је осмислио модерне сајамске хале и пратеће објекте који су се разликовали од свега до тада изграђеног у архитектури Београда. Усвајањем сферних облика хала остварени су импонзантни унутрашњи простори, без мртвих углова, чиме је Пантовић спровео идеју о јединственом затвореном простору која алудира на небески свод.
Због оригиналности оваквих решења, Пантовић је са тимом добио похвале домаће јавности и значајних светских стручњака, а Београдски сајам је постао једна од знаменитости града чиме је дат велики допринос уобличењу изгледа Београда као метрополе.

## Одабране награде и признања
- Октобарска награда града Београда (1957)
- Седмојулска награда (1966)
- Велика награда Савеза архитеката Југославије (1982)
- Орден рада са златним венцем (1965)
- Орден Републике са сребрним венцем (1980)